# Vincenc Bandelj
Vincenc Bandelj [víncenc bándelj-], slovenski učitelj, publicist in slovaropisec, * 8. januar 1881, Dornberk, † 7. november 1937, Gorica.

## Življenje in delo
Rodil se je očetu Andreju in materi Mariji (roj. Šinigoj).
Končal je učiteljišče in bil učitelj na Kanalskem Vrhu. Med 1. svetovno vojno je bil med slovenskimi interniranimi učitelji v pokrajini Cremona. Po vojni je imel v Gorici gostilno in postal vedno bolj vnet pristaš fašizma. Kot tak je urejeval list Era nuova-Nova doba in v njem objavljal članke. Za njegovo protislovensko delovanje ga je Italija nagradila s tem, da ga je imenovala za viteza (cavaliere). Kolikor toliko pomembno je Bandljevo delo na področju slovaropisja. Že leta 1913 napisal knjigo Italijanščina za Slovence, ki je vsebovala slovnico, praktične vaje, vzorce prošenj in pisem, slovar, ter kratek imenik rojstnih in zemljepisnih imen. Ponatis je izšel leta 1918.(COBISS) Dve leti kasneje je v Trstu izšla njegova kratka Zgodovina Italije s posebnim ozirom na italijansko prebujenje za obče ljudske šole (COBISS). Leta 1923 pa je v Gorici v samozaložbi izdal Priročno knjižico za slovenske vojake v Italiji, ki je obsegala slovnico, vojaški pouk in slovarček.